# Choristoneura lambertiana
Choristoneura lambertiana es una especie de polilla del género Choristoneura, tribu Archipini, subfamilia Tortricinae. Fue descrita científicamente por Busck en 1915.

## Distribución
Se distribuye por América del Norte: Estados Unidos (Oregón, Colorado, California).